# Härjulf Hornbrytare

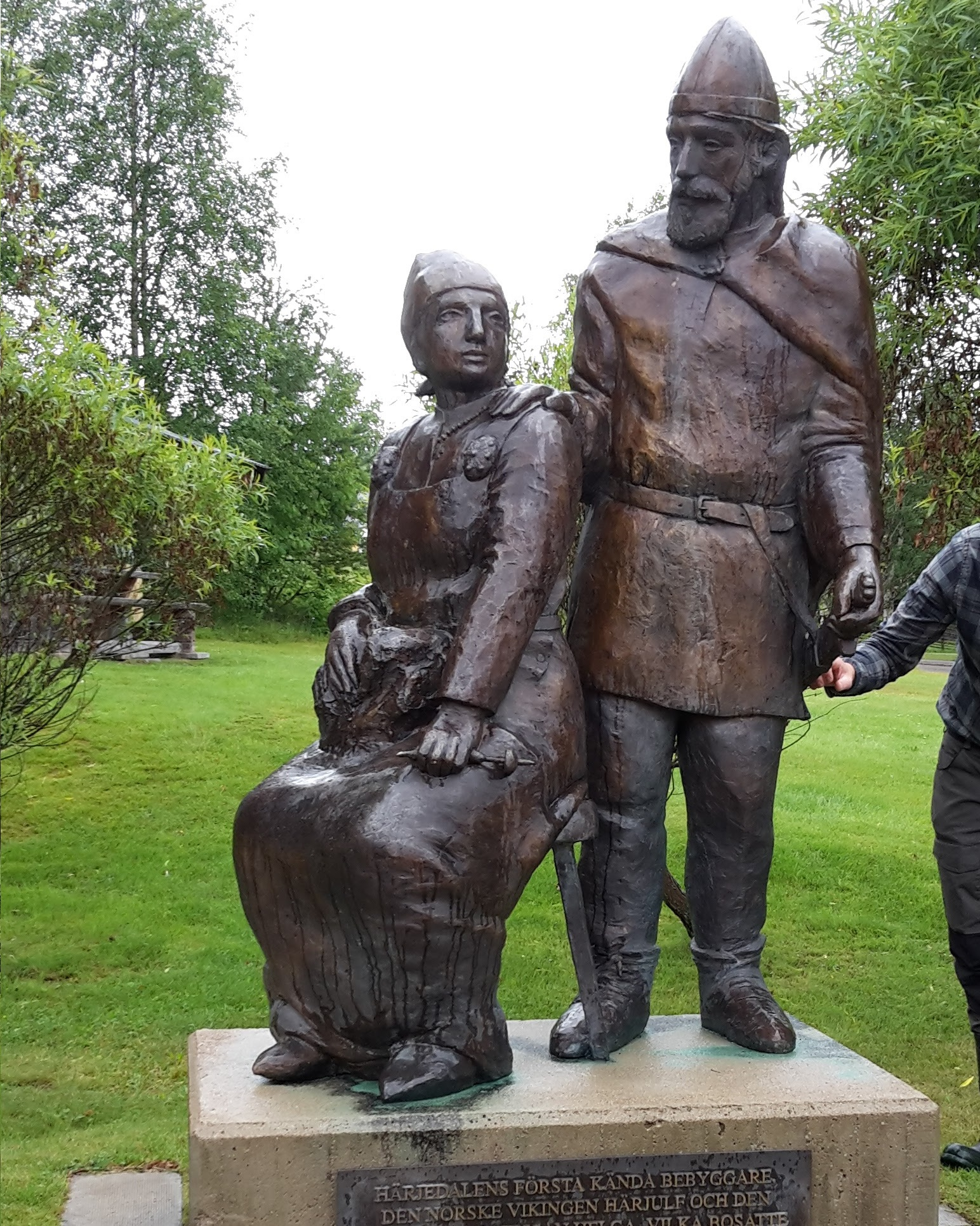
Härjulf Hornbrytare och Helga – staty i Lillhärdal av skulptören Lars Widenfalk.

Härjulf Hornbrytare (handskrift Heriulfuer hornbriotr, normaliserat Herjólfr Hornbrjótr) var en norrman som skall ha levt på 800-talet och är huvudperson i  "Härjulfssagan", som berättar om hur Härjedalen fick sin första fasta befolkning.

## Bakgrund
Härjulf omnämns i ett gränsdokument från ett allting i Svegs socken år 1273, som är den äldsta skriftliga källan till Härjedalens historia och som nu förvaras i Riksarkivet i Köpenhamns diplomatarium. Dokumentet avhandlar riksgränsen mellan Sverige och Norge, bland annat den mellan Dalarna och Härjedalen. En av de ingående delarna i dokumentet är en berättelse av Tord i Trosavik (Trasviken vid Hedeviken), som tillsammans med tolv åldermän på tinget vittnade om att det var norrmän som först bebyggde Härjedalen, och att den förste var Härjulf med tillnamnet Hornbrytare.
Tord i Trosavik räknar därefter upp femton generationer av ättlingar till Härjulf. 
Den åttonde ättlingen, cirka 250 år efter ankomsten i slutet av 800-talet, skall ha hetat Ljot Dagsson och det var han som enligt Tord byggde den första kyrkan i Härjedalen (idag Lillhärdals kyrka), förmodligen någon gång mellan 1050 och början av 1100-talet.
| ”                                                  | Sua bar Þordr j Trosavik vitni ok .xij. ellimenn med honum at Noregs menn bygdu fyrstunni Heriardal med þeim atburd at madr het Heriulfuer hornbriotr. hann var merkismadr Halfdanar konongs suarta. hann vard firir konongs reidi ok flydi austr i Sviariki till Anundar konongs. var þar væl med honum tekin en þo missfæll honum sua at hann lagdezt med frenkono konongs þeirri er Hælga het ok flydi aftr vestr j Noregs kon(on)gs riki j dall þan er þa var alaudr er nu er kalladr Heriardall. Þa settuzst þau Hælga ok bygd gerdu þar sem nu heita Sliarosvellir. þeirra son var Hakon valr. hans son Frode. hans son Herlaugr hornstigi. hans son Þorer droge hans son Þorbiorn makarkalfuer. hans son Þorbiorn gamle. son hans Dagr. hans son Liotr er fyrst let gera kirkiu j Heriardall. hans son Þorallde. hans son Rafn. hans (son) Eilifuer tæppimadr. hans son Biorn. hans son Þordr. hans son Hafþorer. hans son Asulfuer. | „ |
| – AM 114 a 4to, i Norges Gamle Love vol. 2, s. 490 | |   |

| ”                     | Så bar Tord i Trosavik vittne, och tolv åldermän med honom, att Norges män först bebyggde Härjedalen, med den händelsen att en man hette Härjulf hornbrytare. Han var konung Halvdan svartes märkesman. Han blev föremål för konungens vrede, och flydde österut in i Sveariket till konung Anund. Där var han väl emottagen, men sedan begick han det misstag att han lades med konungens fränka, som hette Helga, och flydde därefter västerut in i Norges konungs rike, in i den dal som då var allöde, men nu kallas Härjedalen. Då slogo de sig ned, han och Helga, och gjorde där den bygd som nu heter Slyosvallarna. Deras son var Håkon val, hans son Frode, hans son Härlög hornstige, hans son Tore droge, hans son Torbjörn makarkalv, hans son Torbjörn gamle, hans son Dag. Hans son Ljut, som först lät bygga en kyrka i Härjedalen. Hans son Toralde, hans son Ramn, hans son Eliv täppeman, hans son Björn, hans son Tord, hans son Havtore, hans son Åsulv. | „ |
| – Svensk översättning | |   |

## Härjulfsberättelsen
Enligt Tord i Trosavik var Härjulf märkesman, bar kungens märke (baner) i strid och processioner, hos den norske kungen Halvdan Svarte, och ingick alltså i kungens hird. 
Härjulf råkade så småningom i onåd hos kungen då han vid ett bråk vid ett stort gille slog ihjäl en av kungens närmaste män genom att krossa dennes skallben med Halvdans silverbeslagna kungliga dryckeshorn. Härjulf slog med sådan kraft att hornet brast, därav namnet hornbrytare, och tvingades därefter fly från kungens hov. Han flydde till svearna och kung Anund i Uppsala  där han fick en fristad.
Han blev först väl mottagen av Anund, men efter en tid  upptäcktes han i "sängalag" med kung Anunds yngre släkting Helga och tvingades då att fly. Helga följde med Härjulf, och de flydde tillsammans med några trogna män åt norr till gränstrakterna mot Norge, och kom  slutligen till en dal som var öde, men nu kallas Heriardal. Härjulf och Helga slog sig ned  vid en plats som fick namnet Sliarosvellir, där Slyån mynnar ut i Härjån, nära gränsen till Särna i Dalarna.

## Huckerholmen
Enligt folklig tradition skall Härjulf Hornbrytares son Hucker ligga begravd på Huckerholmen i Orrmosjön, endast några kilometer söder om Lillhärdal. Enligt traditionen blev han ihjälslagen av sin bror Enfast. På ön finns ett gravfält bestående av ett 15-tal runda stensättningar.

## Övrigt
Nära nuvarande Lillhärdal i Härjedalen finns en plats som kallas Slyos, som av folktraditionen utpekas som Härjulfs boplats, och där har påträffats kulturlager från både vikingatiden och medeltiden. 
En gymnasieskola i Sveg, Härjulfskolan, har fått hans namn.
Härjulf (Heriolfr horna briotr) omnämns också i den isländska Landnamsboken nedskriven på 1200-talet.